# Chen Jing (Tischtennisspielerin)
Chén Jìng (chinesisch 陳 靜 / 陈 静; * 20. September 1968 in Wuhan) ist eine chinesisch-taiwanische Tischtennisspielerin. Sie ist die erste Olympiasiegerin im TT-Einzel sowie zweifache Weltmeisterin mit der chinesischen Mannschaft.
2003 kehrte sie nach Festlandchina zurück und promovierte in Sportpsychologie an der Südchinesischen Normaluniversität. Nach ihrem Abschluss blieb sie als außerordentliche Professorin an der Schule und wurde später zur Professorin befördert.

## Werdegang
Mit sieben Jahren begann Chen Jing mit dem Tischtennisspielen. Gefördert wurde sie von ihrem Schullehrer, der sie auch als Linkshänderin akzeptierte. Nach ihrer Berufung 1981 in die Provinzauswahl und 1985 in den Nationalkader trat sie bei einem Länderkampf in der Türkei 1984 erstmals international auf. 2001 beendete die Shakehand-Spielerin ihre internationale Laufbahn.

## Erfolge
Zwischen 1985 und 2001 nahm Chen Jing an 9 Weltmeisterschaften teil. 1985 saß sie nur auf der Ersatzbank, aber 1987 gewann sie mit dem chinesischen Team die Goldmedaille, im Einzel erreichte sie das Viertelfinale, wo sie gegen spätere Weltmeisterin He Zhili verlor. Bei der nächsten WM 1989 kam sie im Einzel bis ins Halbfinale, im Damendoppel wurde sie mit Hu Xiaoxin Vizeweltmeisterin, im Mixed mit Chen Zhibin Dritte, und mit dem Team wurde sie erneut Erster. Silber holte sie 1993 im Einzel und 2000 mit der Mannschaft. Bei den Weltmeisterschaften 1987, 1989 und 1999 trat sie für China an, 1993, 1995, 1997, 2000 und 2001 spielte sie für Taiwan, wohin sie 1991 ausgereist war.
Dreimal wurde sie für die Olympischen Sommerspiele nominiert. Als 1988 erstmals Tischtennis vertreten war, gewann sie die erste Goldmedaille im Einzel, im Doppel holte sie mit Jiao Zhimin Silber. Im Einzel wurde sie 1996 Zweite und 2000 Dritte.

## Aufenthalt in Europa
Ende der 1990er und Anfang der 2000er Jahre spielte Chen Jing in Ungarn bei Statisztika Petőfi SC. 1996 wechselte sie in die deutsche Bundesliga zu Team Galaxis Lübeck, kehrte aber 1997 wieder zu Statisztika Petőfi SC zurück.

## Turnierergebnisse
| Verband | Veranstaltung           | Jahr | Ort             | Land | Einzel        | Doppel        | Mixed         | Team |
| ------- | ----------------------- | ---- | --------------- | ---- | ------------- | ------------- | ------------- | ---- |
| TPE     | Asienmeisterschaft ATTU | 1998 | Osaka           | JPN  | Halbfinale    |               | Viertelfinale |      |
| CHN     | Asienmeisterschaft ATTU | 1986 | Shenzhen        | CHN  | letzte 16     | Halbfinale    |               |      |
| TPE     | Asian Cup               | 1993 | Shunde          | CHN  | Viertelfinale |               |               |      |
| TPE     | Asienspiele             | 1998 | Bangkok         | THA  | Halbfinale    |               | Viertelfinale |      |
| TPE     | Asienspiele             | 1994 | Hiroshima       | JPN  | Viertelfinale | Viertelfinale | Halbfinale    |      |
| TPE     | ASIA-TOP12              | 1999 | Kish Island     | IRI  | Halbfinale    |               |               |      |
| TPE     | Olympische Spiele       | 2000 | Sydney          | AUS  | Bronze        | letzte 16     |               |      |
| TPE     | Olympische Spiele       | 1996 | Atlanta         | USA  | Silver medal  | Viertelfinale |               |      |
| CHN     | Olympische Spiele       | 1988 | Seoul           | KOR  | Gold          | Silver medal  |               |      |
| TPE     | Pro Tour                | 2000 | Toulouse        | FRA  | Halbfinale    | Viertelfinale |               |      |
| TPE     | Pro Tour                | 2000 | Rio de Janeiro  | BRA  | Halbfinale    | Halbfinale    |               |      |
| TPE     | Pro Tour                | 2000 | Fort Lauderdale | USA  | Halbfinale    | Gold          |               |      |
| TPE     | Pro Tour                | 2000 | Kobe City       | JPN  | Halbfinale    | Halbfinale    |               |      |
| TPE     | Pro Tour                | 2000 | Zagreb          | HRV  | Viertelfinale | Gold          |               |      |
| TPE     | Pro Tour                | 1999 | Prag            | CZE  | Viertelfinale | Gold          |               |      |
| TPE     | Pro Tour                | 1999 | Karlskrona      | SWE  | letzte 32     | letzte 16     |               |      |
| TPE     | Pro Tour                | 1999 | Lievin          | FRA  | Gold          | letzte 16     |               |      |
| TPE     | Pro Tour                | 1999 | Linz/Wels       | AUT  | Halbfinale    | Viertelfinale |               |      |
| TPE     | Pro Tour                | 1999 | Bremen          | GER  | Viertelfinale | Viertelfinale |               |      |
| TPE     | Pro Tour                | 1999 | Kobe City       | JPN  | letzte 16     | Rd 1          |               |      |
| TPE     | Pro Tour                | 1999 | Guilin          | CHN  | Viertelfinale |               |               |      |
| TPE     | Pro Tour                | 1999 | Melbourne       | AUS  | Gold          | Gold          |               |      |
| TPE     | Pro Tour                | 1999 | Rio de Janeiro  | BRA  | Gold          | Halbfinale    |               |      |
| TPE     | Pro Tour                | 1998 | Kota Kinabalu   | MAS  | letzte 16     | Viertelfinale |               |      |
| TPE     | Pro Tour                | 1997 | Fort Lauderdale | USA  | letzte 32     | Viertelfinale |               |      |
| TPE     | Pro Tour                | 1996 | Rio de Janeiro  | BRA  | Gold          |               |               |      |
| TPE     | Pro Tour                | 1996 | Kettering       | ENG  | Silber        | Halbfinale    |               |      |
| TPE     | Pro Tour Grand Finals   | 1999 | Sydney          | AUS  | Gold          | Viertelfinale |               |      |
| TPE     | Weltmeisterschaft       | 2001 | Osaka           | JPN  | letzte 16     | letzte 64     | letzte 32     | 8    |
| TPE     | Weltmeisterschaft       | 2000 | Kuala Lumpur    | MAS  |               |               |               | 2    |
| CHN     | Weltmeisterschaft       | 1999 | Eindhoven       | NED  | letzte 16     | Viertelfinale | letzte 16     |      |
| TPE     | Weltmeisterschaft       | 1997 | Manchester      | ENG  | letzte 16     | Viertelfinale | Halbfinale    |      |
| TPE     | Weltmeisterschaft       | 1995 | Tianjin         | CHN  | Viertelfinale | letzte 16     | letzte 32     |      |
| TPE     | Weltmeisterschaft       | 1993 | Göteborg        | SWE  | Silber        | Viertelfinale | letzte 64     |      |
| CHN     | Weltmeisterschaft       | 1989 | Dortmund        | FRG  | Halbfinale    | Silber        | Halbfinale    | 1    |
| CHN     | Weltmeisterschaft       | 1987 | New Delhi       | IND  | Viertelfinale | letzte 16     | letzte 16     | 1    |
| TPE     | World Cup               | 2001 | Wuhu            | CHN  | 9–12. Platz   |               |               |      |
| TPE     | World Cup               | 2000 | Phnom Penh      | CAM  | 4             |               |               |      |
| CHN     | World Cup               | 1997 | Shanghai        | CHN  | 5–8. Platz    |               |               |      |

## Weblink
- Chen Jing in der Datenbank von Olympedia.org (englisch)